# Сюмсилка
Сюмсилка — река в России, протекает в Сюмсинском районе Республики Удмуртия. Устье реки находится в 118 км по левому берегу реки Кильмезь. Длина реки составляет 16 км, площадь водосборного бассейна 87,6 км².
Исток реки у деревни Сюмсиил в 9 км к северо-востоку от села Сюмси. Река течёт на юго-запад, в нижнем течении протекает через село Сюмси, двумя километрами ниже впадает в Кильмезь.

## Данные водного реестра
По данным государственного водного реестра России относится к Камскому бассейновому округу, водохозяйственный участок реки — Вятка от водомерного поста посёлка городского типа Аркуль до города Вятские Поляны, речной подбассейн реки — Вятка. Речной бассейн реки — Кама.
Код объекта в государственном водном реестре — 10010300512111100038927.